# Uranophora metamela
Uranophora metamela là một loài bướm đêm thuộc phân họ Arctiinae, họ Erebidae.